# 양시칠리아의 군주 목록
양시칠리아의 군주는 1816년에 나폴리 왕국과 시칠리아 왕국이 합쳐져 만들어진 양시칠리아 왕국의 군주 목록이다.

## 역대 군주
- 1816년 - 1825년 페르디난도 1세 (1751-1825)
- 1825년 - 1830년 프란체스코 1세 (1777-1830)
- 1830년 - 1859년 페르디난도 2세 (1810-1859)
- 1859년 - 1860년 프란체스코 2세 (1836-1894)